# Refugi Prat d'Aguiló
El Refugi de Prat Aguiló "Cèsar August Torras" és un refugi de muntanya propietat de la FEEC dins el terme municipal de Montellà i Martinet, a la Cerdanya, inclòs a l'Inventari del Patrimoni Arquitectònic de Catalunya.

## Descripció
És emplaçat a recés d'un roquisser al prat d'Aguiló (vessant nord del Cadí), sota el pas dels Gosolans, a 1.997 m d'altitud. És un refugi guardat, amb una capacitat de 32 places, sense part lliure a l'hivern

És un edifici de dues plantes, que disposa de cuina, llar de foc i una habitació per al guarda.

## Història

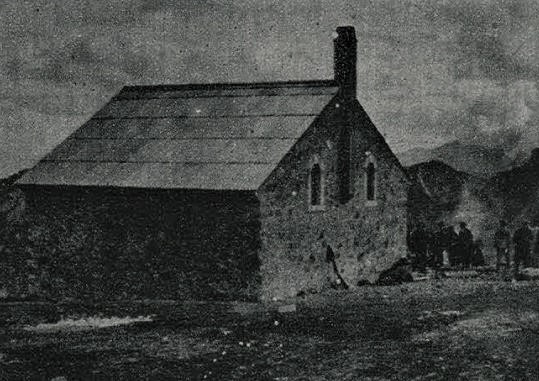
El refugi Cèsar August Torras al 1929

Inaugurat pel Centre Excursionista de Catalunya el 31 d'octubre de 1927, com a refugi de tipus lliure, se li donà el nom de Cèsar August Torras en record de l'expresident del CEC, que havia mort uns anys abans. Tenia una cabuda per a 32 persones, amb llar de foc i xemeneia, però pel mal tracte que patí a partir de 1936 s'anà enderrocant progressivament.
El 1976, en ocasió del centenari del CEC, l'Icona bastí un nou refugi, inaugurat el 24 d'octubre del mateix any, en el qual perpetuà el nom de Cèsar August Torras, i que cedí a la Federació d'Entitats Excursionistes de Catalunya.

## Accessos
Els pobles més propers són Montellà, situat a 3:30 hores; Gósol, situat a 5:00 h, i Bagà, situat a 6:00 h, si el recorregut es fa a peu. Els refugis més propers són el de Sant Jordi "Font del Faig" (4:00 hores) i el de Lluís Estasen (4:30 hores).
L'accés amb vehicle es fa per pista, des de Montellà, fins al refugi.

## Ascensions i travessies
Comabona (2.530 m), Aguiló (2.463 m). El sender de petit recorregut PR-124, i la travessa de Cavalls del vent, passen per aquest refugi.